# 法瓦·阿夫扎·罕
法瓦·阿夫扎·罕（1981年11月29日—）是巴基斯坦男歌手、演員及模特兒，主要出現在巴基斯坦電影及電視連續劇。他曾兩次獲得Lux Style Awards獎項（此獎項被視為巴基斯坦的奥斯卡金像奖）並是巴基斯坦片酬最高的男演員之一。
法瓦·罕在拉合爾出生，但因父親工作的關係而分別在希臘、沙特阿拉伯、杜拜及英國度過他的童年，12歲才搬回拉合爾居住。他在1997年認識了現任妻子Sadaf並在2005年結婚，夫婦育有一子两女。
他在2000年首次演出電視喜劇《Jutt and Bond》，並在2010年拍攝劇集《Dastaan》，名氣大增。2011年，法瓦因和女演員瑪希拉·罕演出巴基斯坦大熱電視連續劇《Humsafar》而成為該國最頂尖的演員。他在2013年和女演員桑楠·薩伊合作拍攝的連續劇《玫瑰人生》（Zindagi Gulzar Hai）亦獲得十分高的收視率。他亦曾是樂團「Entity Paradigm」的主唱歌手，他的歌曲「Shor Macha」及「Rahguzar」也受讚賞。電影方面，他在2007年演出首部電影《Khuda Kay Liye》；該電影是巴基斯坦當年最賣座的電影，法瓦·罕的演出大受好評。2014年，他首度拍攝印度寶萊塢電影《Khoobsurat》並和印度女星松楠·卡浦爾合作。

## 外部連結
- 官方網站 （页面存档备份，存于）
- 法瓦·阿夫扎·罕在互联网电影资料库（IMDb）上的資料（英文）
- 法瓦·阿夫扎·罕的Instagram帳戶